# 西尾久

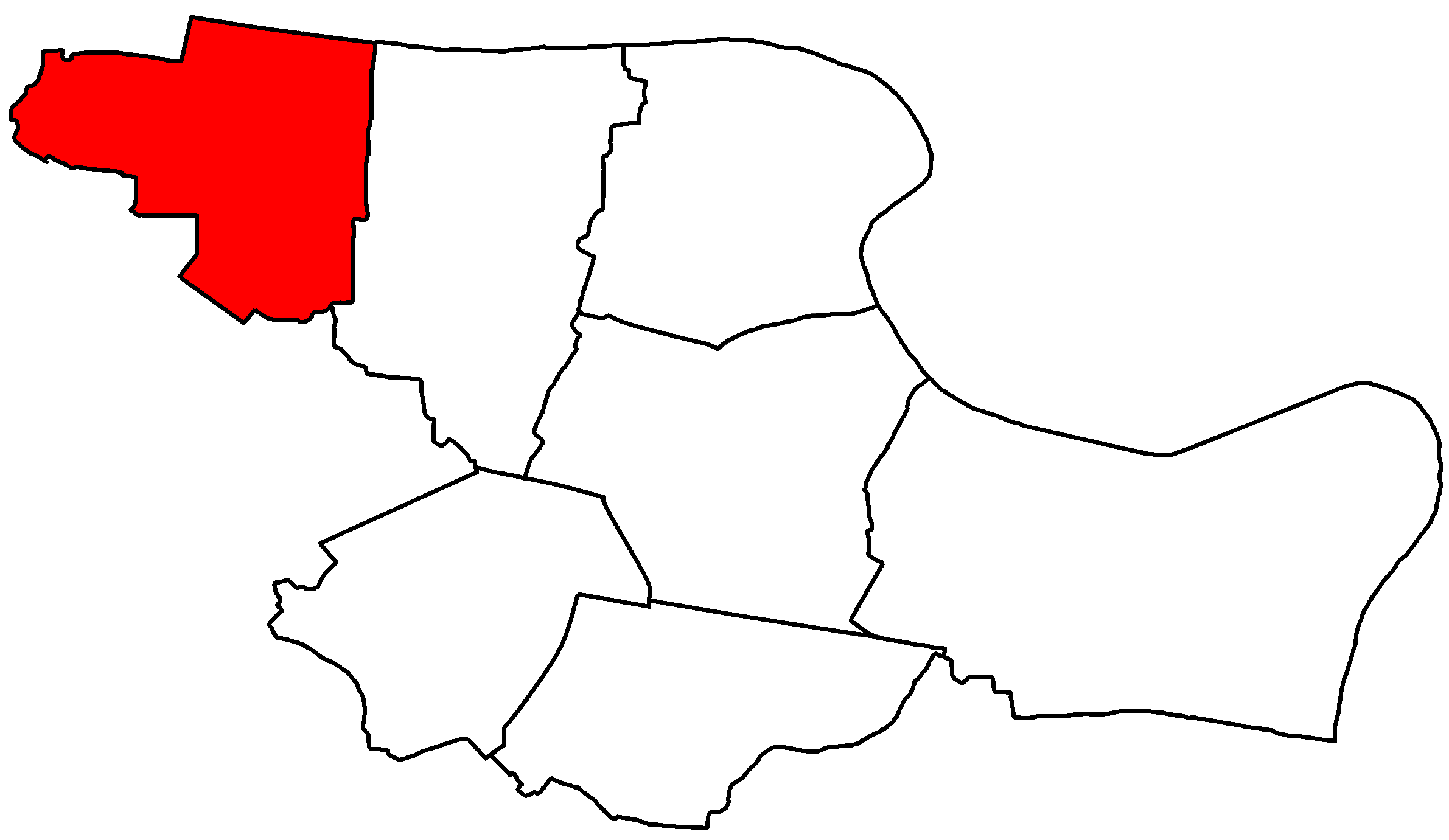
荒川区における西尾久の位置

西尾久（にしおぐ）は、東京都荒川区の町名。現行行政地名は西尾久一丁目から西尾久八丁目。住居表示実施済み区域である。郵便番号は116-0011（集配局 : 荒川郵便局）。

## 地理
荒川区西部に位置する。菱形をした荒川区の頂角に当たる最西端、隅田川の南岸に位置する。東に隣接する東尾久と合わせて尾久と総称される。地区の北を隅田川を挟んで足立区と、東を東尾久と、南および西を北区と接する。小工場、商店街、住宅が混在する密集地域であり、下町の雰囲気が色濃く残っている。東京都内では唯一残された都電の荒川線が走っており、東京都交通局荒川電車営業所（荒川車庫前電停）がある。また、隅田川に面して荒川区が運営しているアミューズメント施設あらかわ遊園がある。

### 地価
住宅地の地価は、2025年（令和7年）1月1日の公示地価によれば、西尾久1-7-3の地点で51万4000円/m2、西尾久8-18-10の地点で51万3000円/m2となっている。

## 歴史
現在の西尾久二丁目付近に尾久三業地が置かれており、昭和50年代半ばから60年くらいまでは、芸者の置屋や待合も営業していた。昭和11年、この地の待合を舞台として阿部定事件が発生し、世間の注目を浴びた。

## 世帯数と人口
2025年（令和7年）3月1日現在（荒川区発表）の世帯数と人口は以下の通りである。
| 丁目         | 世帯数     | 人口     |
| ------------ | ---------- | -------- |
| 西尾久一丁目 | 1,712世帯  | 2,884人  |
| 西尾久二丁目 | 1,622世帯  | 2,748人  |
| 西尾久三丁目 | 1,261世帯  | 2,290人  |
| 西尾久四丁目 | 2,751世帯  | 4,696人  |
| 西尾久五丁目 | 1,414世帯  | 2,510人  |
| 西尾久六丁目 | 1,203世帯  | 2,371人  |
| 西尾久七丁目 | 2,170世帯  | 3,856人  |
| 西尾久八丁目 | 2,468世帯  | 5,148人  |
| 計           | 14,601世帯 | 26,503人 |

### 人口の変遷
国勢調査による人口の推移。
| 年                 | 人口   |
| ------------------ | ------ |
| 1995年（平成7年）  | 25,377 |
| 2000年（平成12年） | 24,829 |
| 2005年（平成17年） | 25,967 |
| 2010年（平成22年） | 25,175 |
| 2015年（平成27年） | 25,090 |
| 2020年（令和2年）  | 26,198 |

### 世帯数の変遷
国勢調査による世帯数の推移。
| 年                 | 世帯数 |
| ------------------ | ------ |
| 1995年（平成7年）  | 9,988  |
| 2000年（平成12年） | 10,462 |
| 2005年（平成17年） | 11,374 |
| 2010年（平成22年） | 11,522 |
| 2015年（平成27年） | 11,990 |
| 2020年（令和2年）  | 13,123 |

## 学区
区立小・中学校に通う場合、学区は以下の通りとなる（2014年時点）。
| 丁目         | 番地    | 小学校                 | 中学校                 |
| ------------ | ------- | ---------------------- | ---------------------- |
| 西尾久一丁目 | 1番     | 荒川区立尾久宮前小学校 | 荒川区立第九中学校     |
| 西尾久一丁目 | その他  | 荒川区立尾久宮前小学校 | 荒川区立尾久八幡中学校 |
| 西尾久二丁目 | 全域    | 荒川区立尾久宮前小学校 | 荒川区立尾久八幡中学校 |
| 西尾久三丁目 | 全域    | 荒川区立尾久西小学校   | 荒川区立尾久八幡中学校 |
| 西尾久四丁目 | 全域    | 荒川区立尾久西小学校   | 荒川区立第七中学校     |
| 西尾久五丁目 | 全域    | 荒川区立尾久西小学校   | 荒川区立第七中学校     |
| 西尾久六丁目 | 全域    | 荒川区立尾久西小学校   | 荒川区立尾久八幡中学校 |
| 西尾久七丁目 | 1〜24番 | 荒川区立尾久西小学校   | 荒川区立第七中学校     |
| 西尾久七丁目 | その他  | 荒川区立尾久第六小学校 | 荒川区立第七中学校     |
| 西尾久八丁目 | 全域    | 荒川区立尾久第六小学校 | 荒川区立第七中学校     |

## 産業

### 事業所
2021年（令和3年）現在の経済センサス調査による事業所数と従業員数は以下の通りである。
| 丁目         | 事業所数  | 従業員数 |
| ------------ | --------- | -------- |
| 西尾久一丁目 | 115事業所 | 630人    |
| 西尾久二丁目 | 156事業所 | 2,147人  |
| 西尾久三丁目 | 101事業所 | 809人    |
| 西尾久四丁目 | 113事業所 | 906人    |
| 西尾久五丁目 | 80事業所  | 558人    |
| 西尾久六丁目 | 70事業所  | 428人    |
| 西尾久七丁目 | 207事業所 | 2,472人  |
| 西尾久八丁目 | 89事業所  | 961人    |
| 計           | 931事業所 | 8,911人  |

### 事業者数の変遷
経済センサスによる事業所数の推移。
| 年                 | 事業者数 |
| ------------------ | -------- |
| 2016年（平成28年） | 1,045    |
| 2021年（令和3年）  | 931      |

### 従業員数の変遷
経済センサスによる従業員数の推移。
| 年                 | 従業員数 |
| ------------------ | -------- |
| 2016年（平成28年） | 8,966    |
| 2021年（令和3年）  | 8,911    |

## 交通

### 鉄道
- 東京都交通局都電荒川線：宮ノ前停留場 - 小台停留場 - 荒川遊園地前停留場 - 荒川車庫前停留場

このほか、東日本旅客鉄道（JR東日本）東北本線（宇都宮線）尾久駅が近隣の昭和町一丁目にある。

### バス
都営バス
- 草64：池袋駅東口 - 王子駅 - 浅草雷門
  - 西尾久四丁目 停留所
- 東43：東京駅北口 - 御茶ノ水駅 - 駒込病院 - 田端駅 - 荒川土手 - 江北駅
  - 西尾久一丁目・西尾久二丁目・西尾久三丁目 各停留所

### 水上交通
東京都公園協会
- 東京水辺ライン（荒川遊園発着場）

### 道路・橋梁
道路
- 東京都道306号王子千住夢の島線（明治通り）
- 東京都道458号白山小台線

橋梁
- 小台橋

## 施設

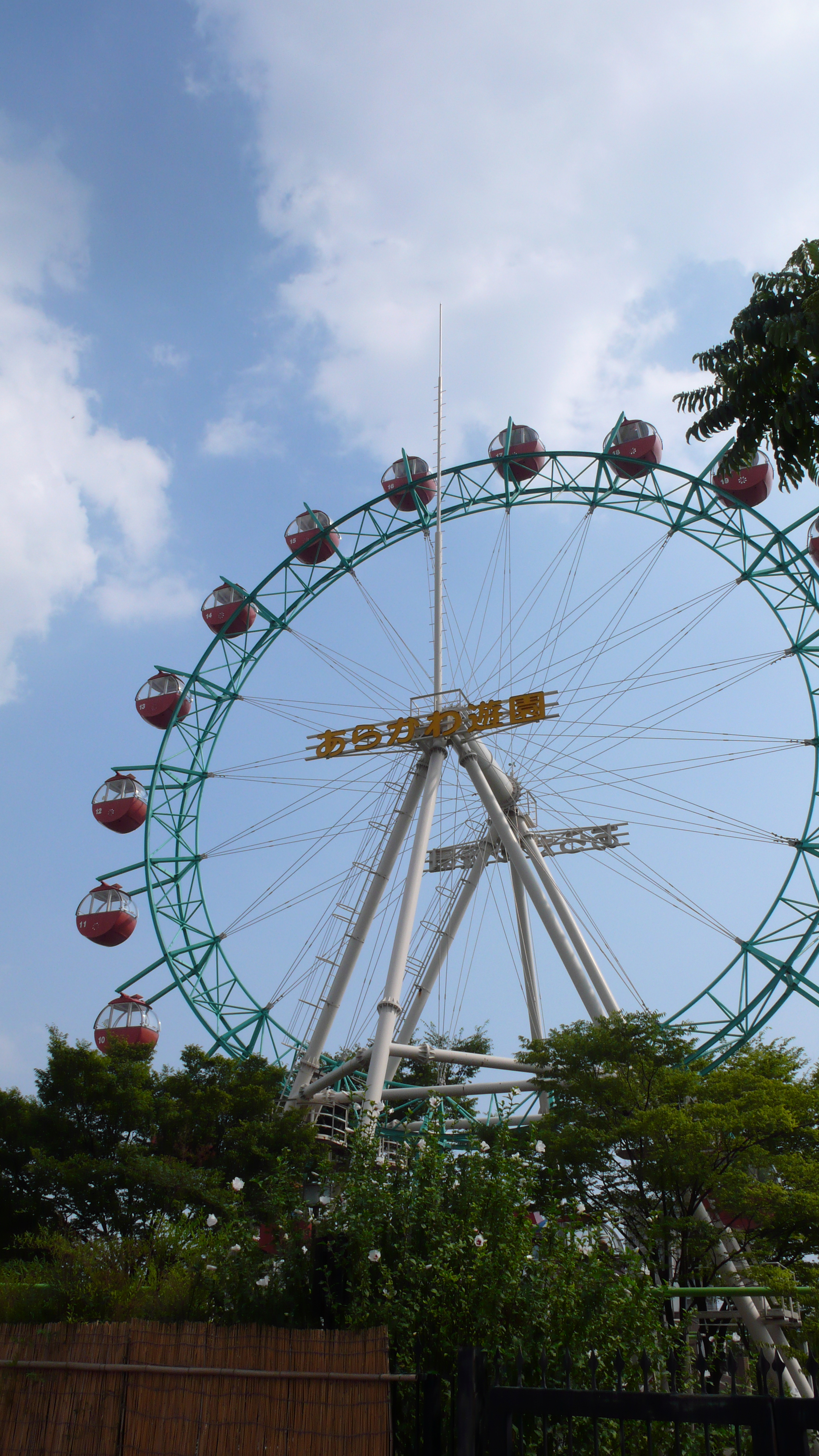
あらかわ遊園の観覧車

行政
- 尾久区民事務所
- 尾久警察署
- 尾久消防署

保育・教育
- 荒川区立尾久宮前小学校
- 荒川区立尾久西小学校
- 荒川区立第六小学校
- 荒川区立尾久八幡小学校
- 荒川区立第七中学校

企業
- NRE大増

寺社
- 尾久八幡神社

観光
- あらかわ遊園

## 出身人物
- 安藤玉恵（女優）
- 伊集院光（タレント）